# دئوکسی‌اپی‌نفرین
دئوکسی‌اپینفرین (به انگلیسی: Deoxyepinephrine) با فرمول شیمیایی C9H13NO2 یک ترکیب شیمیایی با شناسه پاب‌کم ۱۴۷۹۲ است؛ که جرم مولی آن ۱۶۷٫۲۱ گرم بر مول می‌باشد.